# Dolina Latrobe
Dolina Latrobe – dolina w Australii leżąca pomiędzy Górami Strzeleckiego a Wielkimi Górami Wododziałowymi. Odkryta przez Pawła Strzeleckiego i nazwana imieniem rzeki Latrobe, płynącej przez dolinę.